# 大山金井町
大山金井町（日语：／ Ōyama-kanaichō */?）是東京都板橋區的町名，為未設丁番的單獨町名。已實施住居表示。

## 地理
位於板橋區東南部。北臨大山東町，東北接板橋，東連豐島區池袋本町，南通熊野町，西南鄰幸町，西接大山町。東邊為板橋區－豐島區界。南北向的東京都道317號環狀六號線（山手通）與首都高速5號池袋線通過町域東部，西南邊有國道254號（川越街道），北邊有東武東上線。町內主要為住宅地。

### 河川
- 谷端川（暗渠）

### 地價
依據2014年（平成26年）1月1日的公告地價，大山金井町43-7的住宅地價為43萬5000日圓/m2。

## 歷史
- 1971年（昭和46年） 實施住居表示（日语：住居表示）。

### 地名由來
由來不明，一說是谷端川旁有富含鐵鏽的湧水而稱「金井」。「金井窪」是江戶時代與明治時期的村名，及舊北豐島郡板橋町的大字名，但因此地看不出有窪地地形，因此「窪」的由來依舊不明。

## 交通

### 鐵道
町內未設車站，可利用以下路線。
- 東武鐵道
  - 東武東上線：大山站（大山町與大山東町）

### 巴士
- 國際興業巴士（日语：国際興業バス）
  - 第六小學校
    - 赤51：行經西丘往赤羽站西口、行經陽光城往池袋站東口
    - 光02：行經陽光城往池袋站東口、往光丘站
    - 池55：行經陽光城往池袋站東口、往小茂根五丁目

  - 金井窪
    - 池20：往池袋站西口、往高島平操車場
    - 池21：往池袋站西口、行經舟渡町往高島平站

### 道路
- 國道254號（川越街道）
- 東京都道317號環狀六號線（山手通）
- 首都高速5號池袋線

## 設施
- 板橋區立板橋第七小學校

## 備註
1. ↑  .   [2014-09-14]. （原始内容存档于2014-09-14）.
2. ↑  板橋区教育委員会『いたばしの地名』，1995年3月，P127。
3. ↑  .   [2014-09-14]. （原始内容存档于2014-10-06）.
4. ↑  みちくさ学会サイト （页面存档备份，存于） 2013年4月7日閲覧

## 外部連結
- 板橋區官方網站（页面存档备份，存于）